# Netolice
Netolice (niem. Nettolitz) − miasto w Czechach, w kraju południowoczeskim.
Według danych z 31 grudnia 2003 powierzchnia miasta wynosiła 2 635 ha, a liczba jego mieszkańców 2 721 osób.
W mieście jest stacja kolejowa Netolice.

## Demografia
| Rok             | 1970  | 1980  | 1991  | 2001  | 2003  |
| --------------- | ----- | ----- | ----- | ----- | ----- |
| Liczba ludności | 2 448 | 2 568 | 2 650 | 2 620 | 2 721 |

Źródło: Czeski Urząd Statystyczny